# Terzo cuore
Terzo cuore è un singolo del cantante italiano Leo Gassmann, pubblicato l'8 febbraio 2023 come terzo estratto dal secondo album in studio La strada per Agartha.
Il brano è stato presentato durante la prima serata del Festival di Sanremo 2023 e si è posizionato al 18º posto nella classifica finale.

## Video musicale
Il video, diretto da Nicola Bussei e Asia J. Lanni, è stato reso disponibile in concomitanza del lancio del singolo attraverso il canale YouTube del cantante.

## Tracce
Testi e musiche di Riccardo Zanotti, Leo Gassmann, Giorgio Pesenti e Marco Paganelli.
1. Terzo cuore – 3:37

## Classifiche
| Classifica (2023) | Posizione massima |
| ----------------- | ----------------- |
| Italia            | 28                |